# Ernesto Cesàro

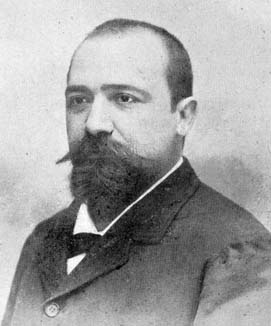
Ernesto Cesàro

Ernesto Cesàro (Napels, 12 maart 1859 – Torre Annunziata, 12 september 1906) was een Italiaanse wiskundige, die actief was op het gebied van de differentiaalmeetkunde. 
Hij is vooral bekend vanwege de naar hem genoemde Cesàro-sommatie, een methode voor het sommeren van bepaalde divergente reeksen.

## Boeken door E. Cesaro
- (it)  Lezioni di geometria intrinseca (Napels, 1896)
- (it)  Elementi di calcolo infinitesimale con numerosi applicazioni geometriche (L. Alvano,Napels, 1905)
- (it)  Corso di analisi algebrica con introduzione al calcolo infinitesimale (Bocca, Turijn, 1894)